# Haus Boufflers

Wappen des Hauses Boufflers

Das Haus Boufflers war eine der ältesten Familien der Picardie. Sie nannte sich nach dem Lehen Boufflers im Ponthieu am Fluss Authie und 25 km nordöstlich von Abbeville, in dessen Besitz sie über die ganze Zeit ihres Bestehens war.
Die Boufflers sind seit dem 12. Jahrhundert bezeugt und starben Mitte des 19. Jahrhunderts aus. Die älteste Linie erwarb 1695 den Herzogstitel, 1708 den Pairstitel, erlosch aber bereits 1751 mit dem dritten Herzog.
Die wichtigsten Familienmitglieder sind:
- François (II.) de Boufflers († 1668), Comte de Cagny
- Louis François de Boufflers (1644–1711), Marschall von Frankreich, Duc de Boufflers, Pair de France
- Charles François de Boufflers (1680–1743), Marquis de Remiencourt, Lieutenant-général
- Joseph Marie de Boufflers (1706–1747), Lieutenant-général des Armées du Roi, Gouverneur von Flandern und Hennegau, Pair de France
- Marie Françoise Catherine de Beauvau-Craon (1711–1786), Marquise de Boufflers, Mätresse des Königs Stanislas Leszczyński
- Louis François de Boufflers (1714–1752), Marquis de Remiencourt, Maréchal de camp
- Édouard de Boufflers-Rouverel (1722–1764), Marquis de Boufflers et de Rouverel
- Marie Charlotte Hippolyte de Campet de Saujon (1724/25–1800), Comtesse de Boufflers-Rouverel, französische Salonnière.
- Charles Marc Jean de Boufflers (* 1736), Maréchal de camp
- Stanislas de Boufflers (1738–1815), Marquis de Boufflers, Mitglied der Académie française
- Françoise Eléonore Dejean de Manville, Comtesse de Sabran (1749–1827)
- Amélie de Boufflers (1751–1794), Duchesse de Biron
- Louis Édouard de Boufflers-Rouverel (1764–1795), Comte de Boufflers

Es existierten Familien gleichen Namens, deren Verwandtschaft mit der hier behandelten nicht geklärt ist:
- die Boufflers, Seigneurs de Harly bei Montreuil (vier Generationen vom 16. bis zur Mitte des 17. Jahrhunderts)
- die Boufflers, Écuyers und dann Seigneur de Louverval (bezeugt von 1448 bis 1624)
- die Boufflers, Écuyers und dann Seigneur de l’Agnicourt (bezeugt von 1475 bis 1551)

## Stammliste

### Die Herren von Boufflers (12.–14. Jahrhundert)
1. Bernard de Morlay, 1133 bezeugt, Chevalier, Seigneur de Boufflers[2]
  1.  ? Enguerrand de Morlay, 1150 bezeugt, Chevalier, Seigneur de Boufflers, de Morlay et de Campigneulles; ⚭ ? NN, Dame de Morlay
    1. Guy de Morlay, 1167/1212 bezeugt, Chevalier, Seigneur de Boufflers, de Morlay et de Campigneulles; ⚭ Mathilde, 1212/27 bezeugt, sie heiratete in zweiter Ehe Pierre le Cocq
      1. Guillaume (I.) de Campigneulles (alias de Morlay), genannt de Boufflers, 1221/39 bezeugt, † vor 1240, Chevalier, Seigneur de Boufflers, Morlay et Campigneulles; ⚭ (1) Havide, 1221 bezeugt als Dame de Boufflers; ⚭ (2) Jeanne, 1241 bezeugt
        1. (1) Henri (I.), genannt de Boufflers, * um 1219, † um 1265/70, 1240/48 bezeugt, Chevalier, Seigneur de Boufflers, de Morlay et de Campigneulles; ⚭ um 1240 Isabelle (alias Elisabeth) de Brimeu, 1240/47 bezeugt
          1. Guillaume (II.) de Boufflers, * um 1241, † um 1302, 1258/97 bezeugt, Chevalier, Seigneur de Boufflers et deCampigneulles; ⚭ Suzanne de Bournel, Tochter von NN de Bournel, Seigneur de Thiembronne
            1. Pierre (I.) de Boufflers, 1296 bezeugt, Seigneur de Boufflers et de Campigneulles; ⚭ Michelle d’Auxy, * um 1288, † um 1342, Dame de Gennes-Ivergny – Nachkommen siehe unten

          2. Jeanne de Boufflers, * um 1243, † um 1289; ⚭ Wallerand de Grigny, * um 1235, † um 1289

        2.  ? Blanche (alias Jeanne) de Boufflers, * um 1234, † um 1287; ⚭ Baudouin de Ribeaucourt, * um 1229, † um 1284

    2. Eustache de Morlay, 1167 bezeugt

### Die Herren von Boufflers (14.–16. Jahrhundert)
1. Pierre (I.) de Boufflers, 1296 bezeugt, Seigneur de Boufflers et de Campigneulles; ⚭ Michelle d’Auxy, * um 1288, † um 1342, Dame de Gennes-Ivergny – Vorfahren siehe oben
  1. Aléaume (I.) de Boufflers, † um 1358, 1304/52 bezeugt, Chevalier, Seigneur de Boufflers, de Campigneulles et de Brailly; ⚭ um 1332 Clotilde d’Ailly, * um 1313, † um 1364, Dambedei Montfliéres
    1. Jean (I.) de Boufflers, * um 1332; † um 1398, 1352/60 bezeugt, Chevalier, Seigneur de Boufflers et de Villeroy en partie; ⚭ Catherine de Boubers-Abbeville, * um 1338, † um 1398, Dame de Bernâtre
      1. Blandine de Boufflers, * um 1355, † um 1409, Dame de Boufflers; ⚭ Jacques de Maintenay, genannt de Ponthieu
      2. Aleaume (II.) de Boufflers, * um 1361, 1378/1415 bezeugt, Chevalier, Seigneur de Boufflers et de Sailly-le-Bray; ⚭ 13. Januar 1378 Catherine de Bernieuilles, Tochter von Robert (alias Albert), Seigneur de Bernieulles, und Jeanne de Fosseux
        1. David, 1416/17 bezeugt, Seigneur de Boufflers
        2. Pierre (II.) de Boufflers, 1410/53 bezeugt, Chevalier, Seigneur de Boufflers et deSailly-le-Bray; ⚭ (Ehevertrag 24. Januar 1435) Isabeau (Isabelle) de Neufville, 1435/86 bezeugt, Dame de Noyelles, Noillette et Cagny, Demoiselle de Matringhem, Tochter von Jean de Neuville, Seigneur de Matringhem, und Marie (alias Isabelle) de Mailly-Mametz, sie heiratete in zweiter Ehe Robert de Picquigny, Seigneur de Cagny en Beauvaisis und der Châtellenie de Milly en partie
          1. Jacques (I.) de Boufflers, 1465/99 bezeugt, Chevalier, Seigneur de Boufflers, de Cagny, de Sailly-le-Bray, de Noële, d’Anconnay, de Ligescourt, de Milly, d’Vrocourt et de Ponches; ⚭ Péronne de Ponches, Dame de Ponches et de Lizecourt/Liarcourt, Erbtochter von Pierre, Seigneur de Ponches et de Lizecourt, und Catherine de la Haye-Bournan
            1. Jean (II.) de Boufflers, 1497/1531 bezeugt, Chevalier, Seigneur de Boufflers, Cagny, Milly, Vrocourt, Buicourt, Lizecourt, Monstrelet, Vaux etc., Vicomte de Ponches; ⚭ (Ehevertrag 4. Januar 1497) Françoise d'Encre, Dame de Rouverel, 1497/1531 bezeugt, Tochter von Jean d’Encre, Seigneur de Rouverel, de Septoutre et de Laval en partie, und Catherine de Haveskerke, Dame de Diksmuide – Nachkommen siehe unten
            2. Hugues de Boufflers, Johanniter, Commandeur von Villedieu bei Mont-Saint-Michel
            3. Adrien de Boufflers, † März 1546, Seigneur d’Vrocourt, Kanoniker in Amiens, 1514 Apostolischer Protonotar, Abt von Saint-Sauve und Lannoy
            4. Isambart de Boufflers, 1520 bezeugt, Seigneur de Lachapelle-sous-Gerberoy
            5. Isabeau de Boufflers, Dame de Morlay; ⚭ 1507 Jean du Bosc, Seigneur de Bosc-le-Borgne, 1507 bezeugt
            6. Marie de Boufflers, † 2. Juni 1524, 1487 Kanonikerin in Maubeuge
            7. Marie de Boufflers; Dame de Noillette; ⚭ (1) Guillaume d’Ostove, Seigneur de Clanleu et de Neuville, 1498 Seigneur de Noillette; ⚭ (2 ?) Jean de Boubers, Seigneur de Tunc
            8. Jeanne de Boufflers, † 1553, Dame de Vrocourt, das sie 1549 an ihren Neffen Adrien weitergibt
            9. Marguerite de Boufflers; ⚭ (1) (Ehevertrag 28. Oktober 1498) Jean de Saint-Lau, Seigneur de Saint-Lau, Sohn von Antoine, Seigneur de Saint-Lau; ⚭ (2) 1521 Antoine de Pisseleu, † Juni 1538, Seigneur de Marseilles-en-Beauvaisis et de Germainvilliers, Sohn von Jean de Pisseleu, Seigneur de Fontaine-Lavagant, und Jeanne de Dreux d’Esneval, heiratete in zweiter Ehe Antoinette d’Yaucourt
            10. Françoise de Boufflers, † 19. Januar 1551,[3] 49 Jahre lang Äbtissin von Sainte-Austreberthe de Montreuil
            11. Hélène de Boufflers; ⚭ Jean de Clanleu, Baron de Clanleu
            12. (unehelich) Jean, Bâtard de Boufflers
              1. Jeanne de Boufflers

          2. Jean de Boufflers, verwundet in der Schlacht von Nancy und † 1477 (alter Stil) in Cagny, Seigneur de Noillette et de Noyelles
          3. Colart de Boufflers, X 5. Januar 1476 (alter Stil) in der Schlacht von Nancy, Seigneur de Sailly-Le-Bray en partie
          4. Robert de Boufflers, Abt von Forest-Montier bei Rue
          5. Renaud de Boufflers, Johanniter, 1482 Commandeur von Fieffes bei Dourlens
          6. Bertrand de Boufflers, 1444 bezeugt, † jung
          7. (unehelich) Bastien bâtard de Boufflers, 1444/99 bezeugt
            1. Jeanne de Boufflers, 1499 bezeugt

          8. Jeanette und Gillette bâtardes de Boufflers, 1444 bezeugt

        3. Nicaise de Boufflers, 1436/56 bezeugt, Seigneur de Beaussart, de Villers-en-Cambresis, de Rumigny et de Noyelles, testiert 10. Oktober 1456; ⚭ NN de Bailleul, Tochter von Adrien, Seigneur de Bailleul-en-Artois, und Bonne d’Occoche, Dame de Saint-Martin
          1. Philippe de Boufflers, Seigneur de Beaussart etc., 1467/1501 bezeugt; ⚭ Jeanne du Biez, 1501 bezeugt, Tochter von Jean, Seigneur du Biez, und Jeanne d’Olchin, sowie Tante des Marschalls Oudard du Biez
            1. Françoise de Boufflers * um 1470, Dame de Beaussart; ⚭ Louis de la Motte, Seigneur de Blequin

          2. Julien de Boufflers, 1468 bezeugt
          3. Jeanne de Boufflers, Dame de Villers-en-Cambresis
          4. Isabeau de Boufflers, * um 1439, † um 1501; ⚭ 1458 Robert de Bernetz, Seigneur du Bos, du Bois-Louverchy et d’Esclainvilliers etc.
          5. (unehelich) Pierre, bâtard de Boufflers, Seigneur de Noyelles; ⚭ Jeanne de Saluces
            1. Antoine de Boufflers; ⚭ Jeanne Le Caron
              1. Louis de Boufflers, genannt Lionel; ⚭ Marie Godart
                1. Marie de Boufflers; ⚭Hugues Le Prévost

          6. (unehelich) Coline, bâtarde de Boufflers, genannt de Gouberville
          7. (unehelich) Enguerrand, bâtard de Boufflers, Seigneur de Noyelles; ⚭ ? NN de Croy
            1.  ? Tochter; ⚭ Oudart Gourlé, Seigneur de Hanchies

        4. Beatrix de Boufflers, 1428/36 bezeugt, † 17. Februar 1438, Dame de Vironchaux; ⚭ (1) Jean Bregier, Seigneur de Vironceaux; ⚭ (2) Baudouin de Sains, 1428 bezeugt, † vor 1436; ⚭ (3) Oktober 1437 Robert de Mailly, † um 1458, Seigneur de La Renterie-lez-Bunes, d’Authuille, Sohn von Gilles de Mailly, Seigneur d’Auteville, und Marguerite de Longueval, oder Jean de Mailly, genannt Le Besgue, und Jeanne de Bonnièrresou, Witwer von Isabelle, Dame de Cambligneul oder Isabelle du Bos

      3. Louise de Boufflers, * um 1364, † um 1416, Dame de Gueschart; ⚭ Charles (I.) de Grigny, * um 1358, † um 1412
      4. Enguerrand de Boufflers, 1386/1409 bezeugt; ⚭ Marie de Verchocq
        1. Jean de Boufflers, 1491 bezeugt, Seigneur de Preux-aux-Bois; ⚭ Jeanne de Sainte-Aragonde, genannt de Neuville, Tochter von Hugues de Sainte-Aragonde und Jeanne d’Ostrel
          1. Peronne de Boufflers; ⚭ (Ehevertrag 1. Oktober 1531) Nicolas du Bus, Seigneur du Bus, de Wailly, de Saucourt, de Friville, de Saucourt, de Catigny et de Hurt, Sohn von Jean du Bus und Jeanne Poilly, Erbin von Saucourt

      5. Gillette de Boufflers, 1372/78 bezeugt;  ⚭ Adrien (alias Andrieu) de Cambron, Seigneur d’Argoules, 1378 bezeugt, wohl Sohn von Jacques de Cambron und Marguerite de Boufflers (siehe oben)
      6. Marie de Boufflers, ⚭ 1386 Mathieu de Thibeauville

    2. Guillaume de Boufflers, Seigneur de Campigneulles
      1. Marie de Boufflers, 1372 bezeugt; ⚭ Guillaume de la Motte, Seigneur de Blequin

    3. Enguerrand de Boufflers, 1372 bezeugt, † vor 1419
    4. Anne de Boufflers; ⚭ Antoine de Bournonville

  2.  ? Marguerite de Boufflers, * um 1308, † 1366, Dame de Gueschart; ⚭ 1328 Jacques (II.) de Cambron, * um 1291, X 26. August 1346 in der Schlacht bei Crécy

### Die Herren von Boufflers (16.–17. Jahrhundert)
1. Jean (II.) de Boufflers, 1497/1531 bezeugt, Chevalier, Seigneur de Boufflers, Cagny, Milly, Vrocourt, Buicourt, Lizecourt, Monstrelet, Vaux etc., Vicomte de Ponches; ⚭ (Ehevertrag 4. Januar 1497) Françoise d'Encre, Dame de Rouverel, 1497/1531 bezeugt, Tochter von Jean d’Encre, Seigneur de Rouverel, de Septoutre et de Laval en partie, und Catherine de Haveskerke, Dame de Diksmuide  – Vorfahren siehe oben
  1. Adrien (I.) de Boufflers, * um 1491, † 16. April 1585, 94 Jahre alt, 1513 bezeugt, Chevalier, Seigneur de Boufflers, de Rouverel, de Vrocourt, de Buicourt, de Remiencourt, d’Haucourt, de Ponches, de Lizecourt, de Cagny et de Milly; ⚭(Ehevertrag 2. August 1533) Louise d'Oiron, † nach 1588, Tochter von Jean d’Oiron, Seigneur de Verneuil-en-Touraine, du Baugé, de Menneau, et de Lotillonière-en-Anjou, und Isabeau (alias Hélène) d’Estouteville-Villebon, Dame d’Arpentily et de Bérangeville[4]
    1. Louis de Boufflers, X 1553 bei Pont-sur-Yonne[5]
    2. Adrien (II.) de Boufflers, 1565 bezeugt, † 28. Oktober 1622, 90 Jahre alt, Chevalier, Seigneur de Boufflers, de Cagny, de Milly, d’Haucourt, de Vrocourt, de Buicourt, de Ponches, de Lizecourt, de Brailly etc.; ⚭ 13. Juli 1582 Françoise Gouffier,* 20. Oktober 1560; † 14. Februar 1621, Tochter von François Gouffier de Bonnivet und Anne de Carnazet, Witwe von Jacques d’Orsonville, Baron de Courcy
      1. François (I.) de Boufflers, † 16. September 1670, 87 oder 89 Jahre alt, Seigneur de Boufflers, Seigneur et (März 1640) Comte de Cagny, Vicomte de Ponches, Seigneur de Boufflers, de Milly, de Haucourt, de Vrocourt, de Buicourt, de Brailly, de Bonnières, de Lizecourt et de Monstrelet, 1610 Bailli de Beauvais, 1615 Conseiller d’État (Ancien Régime); ⚭ 3. Oktober 1612 Louise Hennequin d’Escury († 13. August 1634), Tochter von Jean Hennequin, Seigneur de Cury, de Génicourt et de Villepinte, Intendant des Finances, und Charlotte Le Grand
        1. François (II.) de Boufflers, † 16. März 1668[6], Comte de Cagny, Vicomte de Ponches, Seigneur de Boufflers, Seigneur de Milly, de Vrocourt, de Brailly, de Bonnières, d’Haucourt, de Buicourt, de Lizecourt et de Monstrelet, Bailli de Beauvais; ⚭ 17. Mai 1640 nach einem Ehevertrag vom 22. April 1640 Louise Le Vergeur, † 14. März 1653, Tochter von Jérome Le Vergeur, Seigneur de Courtagnon, und Marguerite Françoise Le Danois de Joffreville
          1. François (III.) de Boufflers, † 14. Februar 1672[7] auf Schloss Boufflers, Comte de Boufflers et de Cagny, Vicomte de Ponches, Seigneur châtelain de Milly etc., Bailli de Beauvais et du Beauvaisis, Lieutenant-général au Gouvernement de l’Isle-de-France; ⚭ (Ehevertrag 12. Januar 1671) Elisabeth Angélique de Guénégaud, * um 1647, † 10. Januar 1710 in Paris, 63 Jahre alt, bestattet in Saint-Sulpice de Paris, Tochter von Henri de Guénégaud, Comte de Rieux, Marquis de Plancy, Seigneur du Plessis, Secrétaire d’État, Kommandeur und Siegelbewahrer des Ordens vom Heiligen Geist, und Elisabeth de Choiseul-Praslin, einer Tochter des Marschalls Charles de Choiseul, marquis de Praslin
            1. Henri (II.) de Boufflers, * 25. September 1671, † 19. Mai 1693 in Valenciennes, in der dortigen Karmelitenkirche bestattet, Comte de Boufflers

          2. Louis François de Boufflers, * 10. Januar 1644, † 22. August 1711 in Fontainebleau, Marschall von Frankreich, 1694/95 Marquis, 14. September 1695 Duc de Boufflers, Dezember 1708 Pair von Frankreich, Ritter im Orden vom Heiligen Geist, Ritter im Orden vom Goldenen Vlies, Gouverneur und Lieutenant-général von Flandern und Hennegau; ⚭ (Ehevertrag 16. Dezember 1693[8]) Catherine-Charlotte de Gramont, * 1669, † 25. Januar 1739 in Paris, Tochter von Antoine Charles de Gramont, Duc de Gramont, Pair de France, und Marie Charlotte de Castelnau, einer Tochter des Marschalls Jacques de Castelnau-Bochetel – Nachkommen siehe unten
          3. Marguerite Françoise de Boufflers, * 20. Juli 1642, 14. Februar 1687 Äbtissin von Avenay in der Champagne
          4. Catherine de Boufflers, * 2. Februar 1645, geistlich in Avenay
          5. Charlotte de Boufflers, * 22. September 1648, † 3. Juli 1670, geistlich in Avenay

        2. Robert de Boufflers, * 1613, X 28. September 1644, Malteserordensritter, Commandeur von Cury, Bailli von Morea
        3. Nicolas de Boufflers, * 4. April 1616, X 28. September 1644, Malteserordensritter
        4. Charles de Boufflers, † jung
        5. Françoise de Boufflers, * 8. April 1617, † 16. März 1683[9] ⚭ (Ehevertrag 25. September 1634) Louis de Hallencourt, † 1676, Seigneur de Drosmenil

      2. Charles de Boufflers, * 21. Januar 1601, 1620 Malteserordensritter, † kurz danach
      3. Marie Jeanne de Boufflers, * 15. September 1608, † 6. April 1665; ⚭ Dezember 1620 François de Monceaux d‘Auxy, Seigneur de Monceaux, de Saint-Samson et d’Hanvolle-en-Beauvaisis

    3. Madeleine de Boufflers, * 1536, † 1589, Dame de Boufflers; ⚭ François, Seigneur de Boffles et Menin * 1522
    4. Jean de Boufflers, † 12. Januar 1596, Seigneur de Rouverel et de Cuigy; ⚭Aymée (alias Flore) de Rouvroy de Saint-Simon, † 12. Januar 1596, Tochter von Artus de Rouvroy de Saint-Simon, Seigneur de Haussé et de Grumesnil, und Marguerite Le Cocq de Cuigy, Witwe von Antoine de Faoucq, Seigneur de Vaudampierre – Stammvater der Linie Rouverel, siehe unten
    5. Adrien de Boufflers, genannt le Jeune, Seigneur de Remiencourt, de Laval et d’Anconnay; ⚭ (Ehevertrag 24. Juni 1585) Antoinette Le Sellier Seigneur de Prouzel-Le-Val, Prouzel-Le-Mont et de Plachy, Tochter von Antoine Le Sellier, Seigneur de Prouzel, und Hélène de Poix, Witwe von Pierre de Villepoix, Seigneur de Fromericourt, d’Héricourt, de Buir, de Drel et d’Eramehen – Stammvater der Linie Remiencourt, siehe unten
    6. Adrienne de Boufflers; ⚭ (Ehevertrag 3. November 1571) Jacques de Tilly Seigneur de Blaru-en-Normandie, de Port-Villez, de Villegast, de Chauffour, de Jeufosse, de Haucourt et de Pré, Sohn von Charles de Tilly, Seigneur de Blaru, Gouverneur der Grafschaft Dreux, und Loise de Vaudray
    7. Marguerite de Boufflers, geistlich in Moriencourt bei Picquigny

  2. Jean de Boufflers, 1532 bezeugt, Seigneur de Septoutre
  3. Antoine de Boufflers, 1529 Johanniter
  4. Jacques de Boufflers, 1535 geistlich in Saint-Lucien de Beauvais, 7. Juni 1539 Prior von Milly
  5. Isambart de Boufflers, † 1548, Seigneur de La Motte
  6. François de Boufflers, † 7. Februar 1551,[10] Seigneur du Tertre et de Vaux
  7. Catherine de Boufflers; ⚭ 1533 Jean de Brunaulieu, Seigneur de La Neuville-sur-Auneuil
  8. Françoise de Boufflers; ⚭ (Ehevertrag 28. September 1517) Guillaume de Ponches, Seigneur de Mesnil-Vaché, Gouverneur von Caudebec, Sohn von Robert de Ponches, Seigneur de Mesnil-Vaché, und Christine Parent
  9. Louise de Boufflers, 1520 Kanonikerin in Nivelles; ⚭ 21. April 1533 Philippe de Venisse, Seigneur de Metz et d’Ons-en-Bray
  10. Jéronime de Boufflers, 1520 Kanonikerin in Nivelles; ⚭ 1533 Philippe de Venis, Seigneur du Metz et d’Ons-en-Bray
  11. Marguerite de Boufflers; ⚭ (Ehevertrag 1. Juni 1524) Louis de Bensérade, Seigneur de Rieux, d’Argoules et de Dominois, Sohn von Paul de Bensérade und Jeanne de Ligny, Dame d’Argoules
  12. Guillemette de Boufflers, Dominikanerin in Poissy
  13. Charlotte de Boufflers, 1562 bezeugt, Dominikanerin in Poissy
  14. Marthe de Boufflers, † 16. Februar 1595, 88 Jahre alt, Dominikanerin in Poissy, 1583 zur Priorin gewählt, konnte das Amt nicht antreten
  15. Jeanne de Boufflers, Äbtissin von Sainte-Austreberthe
  16. Suzanne de Boufflers, geistlich in Sainte-Austreberthe

### Die Herzöge von Boufflers
1. Louis François de Boufflers, * 10. Januar 1644, † 22. August 1711 in Fontainebleau, Marschall von Frankreich, 1694/95 Marquis, 14. September 1695 Duc de Boufflers, Dezember 1708 Pair von Frankreich, Ritter im Orden vom Heiligen Geist, Ritter im Orden vom Goldenen Vlies, Gouverneur und Lieutenant-général von Flandern und Hennegau; ⚭ (Ehevertrag 16. Dezember 1693[11]) Catherine-Charlotte de Gramont, * 1669, † 25. Januar 1739 in Paris, Tochter von Antoine Charles de Gramont, Duc de Gramont, Pair de France, und Marie Charlotte de Castelnau, einer Tochter des Marschalls Jacques de Castelnau-Bochetel – Vorfahren siehe oben
  1. Antoine Charles Louis de Boufflers (* 15. Dezember 1696; † 22. März 1711 an den Pocken), Comte de Boufflers, Gouverneur und Lieutenant-général von Flandern und Hennegau
  2. Louis François Gombert de Boufflers (* 12. Juli 1700; † 24. Dezember 1706), Comte de Ponches
  3. Louise Antoinette Charlotte de Boufflers (* 1. Oktober 1694); ⚭ 18. September 1713 Charles François de Boufflers, Seigneur de Remiencourt, genannt le Marquis de Boufflers (~ 19. November 1680, † 18. Dezember 1743) (siehe unten)
  4. Antoinette Hippolyte de Boufflers (* 23. September 1695; † Juli 1717), geistlich bei den Filles de Sainte-Marie in Saint-Denis
  5. Charlotte Julie de Boufflers * 10. Juli 1698 ([12]), Koadjutrix für ihre Tante Marguerite de Boufflers, dann Äbtissin von Avenay
  6. Catherine Berthe de Boufflers (* 21. September 1702; † 16. Juli 1738 in Madrid); ⚭ Blois 22. April 1717 Joseph Cantelmi-Stuard (* 1693; † 1749), Principe di Petterano, Duca di Popoli, Ritter im Orden vom Heiligen Geist, Sohn von Rostaino Cantelmi, Duca di Popoli, Ritter im Orden vom Heiligen Geist, und Beatrice Cantelmi, Principessa di Petterano
  7. Marie Josephine de Boufflers (* 10. September 1704; † 18. Oktober 1738 in Paris); ⚭ 4. September 1720 François Camille de Neufville de Villeroy, Marquis d’Alincourt, Sohn von Louis Nicolas de Neufville, duc de Villeroy, Pair de France, und Marguerite Le Tellier de Louvois
  8. Joseph Marie de Boufflers (* 22. Mai 1706; † 2. Juli 1747 in Genua), 2. Duc de Boufflers, Pair de France, Comte de Ponches et d’Estauges, Gouverneur von Flandern und Hennegau, Ritter im Orden vom Heiligen Geist, Lieutenant-général des Armées du Roi; ⚭ 15. September 1721 Madeleine Angélique Neufville de Villeroy (* Oktober 1707; † 2. Januar 1787), Tochter von Louis Nicolas de Neufville, duc de Villeroy, und Marguerite Le Tellier de Louvois, sie heiratete am 29. Juni 1750 in zweiter Ehe Charles François II. de Montmorency-Luxembourg, Duc de Piney-Luxembourg et de Montmorency († 18. Mai 1764)
    1. Josephine Eulalie de Boufflers (* 4. September 1727 in Paris; † 8. Juni 1742)
    2. Charles-Joseph Marie de Boufflers (* 16. August 1731 in Paris; † 13. September 1751[13] an den Pocken), 3. Duc de Boufflers, Pair de France, Gouverneur von Flandern und Hennegau; ⚭ (Ehevertrag 23. April und 15. Mai 1747) Marie Anne Philippine Thérèse, Princesse de Montmorency (* 10. Dezember 1730), Tochter von Prince Louis François de Montmorency, Comte de Logny, und Marie Anne Therese Rym, Baronne de Belem (Stammliste der Montmorency)
      1. Tochter (* 23. April 1749; † 4. Mai 1751)
      2. Amélie de Boufflers (* 5. Mai 1751; † guillotiniert 27. oder 28. Juni 1794); ⚭ (Ehevertrag 26. Januar und 4. Februar 1766) Armand Louis de Gontaut-Biron (* 13. April 1747; † guillotiniert 31. Dezember 1793), Duc de Lauzun, Duc de Biron, Pair de France, Sohn von Charles Antoine Armand, Duc de Gontaut, und Antoinette Eustachie Crozat du Chastel

### Die Linie Rouverel
1. Jean de Boufflers, † 12. Januar 1596, Seigneur de Rouverel et de Cuigy; ⚭Aymée (alias Flore) de Rouvroy de Saint-Simon, † 12. Januar 1596, Tochter von Artus de Rouvroy de Saint-Simon, Seigneur de Haussé et de Grumesnil, und Marguerite Le Cocq de Cuigy, Witwe von Antoine de Faoucq, Seigneur de Vaudampierre – Vorfahren siehe oben
  1. René de Boufflers, † 1621
  2. Artus de Boufflers, † 9. April 1640, Chevalier, Seigneur de Rouverel et de Cuigy; ⚭ 6. September 1625 Marie de Louvencourt, † 20. Januar 1637, Tochter von Charles (III.) de Louvencourt, Seigneur de Pissy, und Marguerite Picquet
    1. François (I.) de Boufflers, † vor 1667, Chevalier, Seigneur de Rouverel et de Cuigy; ⚭ 5. November 1649 Marthe de Monceaux d’Auxy, 1667 Witwe, seine Kusine, Tochter von François de Monceaux d’Auxy, Seigneur de Saint-Samson et d’Hanvolle-en-Beauvaisis, und Marthe de Boufflers
      1. François (II.) de Boufflers, † 4. September 1681, Chevalier, Seigneur de Rouverel, de Lenchin et de Cuigy; ⚭ 21. Januar 1675 Anne-Marie du Biez, Tochter von Claude François du Biez, Marquis de Savigny, Seigneur d’Ignaucourt, de Vaux, d’Hercules, d’Enguienehaut, de Boncourt et de Trois Marquets, und Marie de Moy-de-Riberpré, 1686 Witwe
        1. Antoine François Oudart de Boufflers, * 28. April 1649; † 15. August 1751 in Spanien, Chevalier, Seigneur de Rouverel, musste nach einem Duell das Land verlassen, trat in spanische Dienste; ⚭ 1721 Anne Françoise Wanchep, † nach 1753 in Madrid
          1. Édouard de Boufflers-Rouverel,* 7. Oktober 1722 in Madrid, † Oktober 1764, Chevalier, Marquis de Boufflers et de Rouverel, kehrte 1729 nach Frankreich zurück; ⚭ 15. Februar 1746 auf Schloss Saint-Cloud Marie Charlotte Hippolyte de Campet de Saujon, * 1724/25, † 28. November 1800, Tochter von Charles François de Campet, Comte de Saujon en Saintonge, und Marie Louise Angélique de Barberin-de-Reignac
            1. Louis Édouard de Boufflers-Rouverel,* 3. Dezember 1746, † 1795, Comte de Boufflers; ⚭ 7. Dezember 1768 Amélie Constance Puchot des Alleurs, * um 1751 in Konstantinopel, † Mai 1825, Tochter von Comte Roland Puchot, französischer Botschafter in Polen, dann in Konstantinopel, und Maria Prinzessin Lubomirska, einer Tochter von Fürst Alexander Jakob Lubomirski
              1. Amédée Joseph (alias Emmanuel) de Boufflers-Rouvenel, * um November 1783, † April 1858, Comte

        2. Adrienne Elisabeth de Boufflers, * 26. Oktober 1675, Karmelitin
        3. Renée Espérance de Boufflers, * 8. Dezember 1677, erhielt den beschlagnahmten Besitz ihres Bruders Antoine François Oudart
        4. Anne de Boufflers, * 12. April 1681
        5. Anne Clotilde de Boufflers-Rouverel, † 28. Dezember 1714; ⚭ 11. Juli 1713 René Nicolas Le Monton de Boisdeffre, Seigneur de Boisdeffre, * 3. März 1654, † 18. Januar 1735, Sohn von Nicolas Le Mouton de Boisdeffre, Sieur de La Jossiére, und Marthe d’Alleaume, er heiratete in zweiter Ehe Marie-Madeleine Chabot de Lignières

      2. René de Boufflers, genannt le Chevalier de Boufflers
      3. Françoise de Boufflers, geistlich bei den Filles de Saint François in Abbeville
      4. Marie de Boufflers, geistlich bei den Visitantinnen von Amiens
      5. Marthe de Boufflers, † 4. Mai 1683, geistlich bei den Visitantinnen von Amiens

    2. René de Boufflers, Seigneur de Cuigy; ⚭ 3. Juni 1671 Anne Caboche, Tochter von François Caboche, Seigneur de Pommeroy et de Saint-Clar, und Madeleine de Belleau
      1. Louis Charles Achilles de Boufflers, * 1. Oktober 1678, X September 1693, Seigneur de Cuigy et de Plessier bei Montdidier
      2. Sohn, †jung
      3. Marie Anne de Boufflers, * 30. Januar 1676, † 8. November 1691

    3. Charles de Boufflers, * 25. September 1635, Militär, dann Augustiner in Amiens
    4. Marie de Boufflers; ⚭ Claude du Mesnil, Seigneur de Montreuil-sous-Terrain en Beauvaisis
    5. Françoise de Boufflers, geistlich bei den Filles de Saint François in Abbeville
    6. Jeanne de Boufflers, geistlich in Panthémont

### Die Linie Remiencourt
1. Adrien de Boufflers, genannt le Jeune, Seigneur de Remiencourt, de Laval et d’Anconnay; ⚭ (Ehevertrag 24. Juni 1585) Antoinette Le Sellier Seigneur de Prouzel-Le-Val, Prouzel-Le-Mont et de Plachy, Tochter von Antoine Le Sellier, Seigneur de Prouzel, und Hélène de Poix, Witwe von Pierre de Villepoix, Seigneur de Fromericourt, d’Héricourt, de Buir, de Drel et d’Eramehen – Vorfahren siehe oben
  1. Charles de Boufflers, genannt l’Aîné, † jung
  2. Philibert de Boufflers, 1607 bezeugt, Malteserordensritter
  3. Charles (I.) de Boufflers, genannt le Jeune, † 6. Januar 1663, Chevalier, Seigneur de Remiencourt, de Plassy et de Laval; ⚭ (Ehevertrag 28. Oktober 1618) Antoinette de Montgomery, Tochter von Oudard de Montgomery, Seigneur de Frucourt, und Catherine de Querecques
    1. Charles Antoine de Boufflers, Priester
    2. Léonor de Boufflers, X als Leutnant im Régiment de Picardie
    3. René Pierre de Boufflers, † 22. Januar 1666, Chevalier, Seigneur de Remiencourt, de Laval, de Goulancourt, de Dommartin etc.; ⚭ (Ehevertrag 11. Oktober 1655) Louise de Gaudechart, Tochter von René de Gaudechart de Bachevilliers, Seigneur de Fayel, d’Ency, du Fresnoy, de Marencourt et de Courcelles, und Isabelle de Hangest-Argenlieu
      1. Charles (II.) de Boufflers, * 1654, † nach 1697, Seigneur de Remiencourt, de Dommartin etc.; ⚭ (Ehevertrag 30. August 1677[14]) Marie du Bos de Drancourt, Demoiselle du Hurt, Tochter von Honoré du Bos, Seigneur de Drancourt en Ponthieu, Ribeauville, Bristel et Broutelette, und Françoise Le Correur
        1. Marie Charlotte de Boufflers, * 3. Januar 1679, † 11. Juni 1694
        2. Charles François de Boufflers, ~ 19. November 1680, † 18. November 1743[15], genannt le Marquis de Remiencourt, 1731 Lieutenant-général; ⚭ (Ehevertrag 18. September 1713) Louise Antoinette Charlotte de Boufflers, seine Kusine, Tochter von Louis Francois, Duc de Boufflers, Pair und Marschall von Frankreich, und Catherine Charlotte de Gramont (siehe oben)
          1. Louis François de Boufflers, * 22. November 1714, † 2. Februar 1752[16], Marquis de Remiencourt, 1748 Maréchal de Camp; ⚭ 19. April 1735 Marie Françoise Catherine de Beauvau-Craon, * 1711, † 1787, genannt Dame de Volupté, Mätresse des Königs Stanislas Leszczynski und des Autors Jean-François de Saint-Lambert, Tochter von Marc de Beauvau, genannt Prince de Craon, Conseiller d’État, und Marguerite de Ligniville
            1. Charles Marc Jean de Boufflers, * 10. August 1736, genannt le Marquis de Boufflers, 1762 Maréchal de Camp
            2. Stanislas Jean de Boufflers, * 30. April 1738[17], † 18. Januar 1815, Marquis de Boufflers, Mitglied der Académie française; ⚭ 1797 Eléonore Dejean de Manville (alias Eléonore de Sabran), genannt La Mal-Peignée, * 3. März 1749, † 27. Februar 1827, Comtesse de Sabran, Tochter von Charles Dejean de Manville, Witwe von Joseph de Sabran, Comte de Grammont[18]
            3. Louise Julie de Boufflers, * 13. August 1741, † guillotiniert 1794; ⚭ 1760 Louis Bruno de Boisgelin de Cucé, Comte de Cucé, Maître de la Garde-robe du Roi,* 17. November 1734, † guillotiniert 7. Juli 1794
            4. Catherine Stanislas de Boufflers, * 1744 in Lunéville, † guillotiniert 1794, Koadjutrix einer Abtei in Lothringen; ⚭ Pierre Gilbert de Voisin

          2. Catherine Charlotte de Boufflers, * 28. Juni 1716, † September 1721
          3. Augustin Maurice, * 24. Februar 1719, † 6. März 1719
          4. Charles Louis Honoré Victoire, * 13. Dezember 1722, † 30. Oktober 1724
          5. Marie Joséphine, * 30. März 1724, † 9. September 1742; ⚭ 29. Januar 1742 François Philippe, Marquis de Marmier
          6. Marie Louise de Boufflers, * 27. September 1725; ⚭ 15. Februar 1744 Louis, Comte d’Astorg, Seigneur d’Aubarède, de Barbasan, de La Pérouse et de Montaigu en Gascogne, genannt le Comte de Roquepine
          7. Marie Cécile de Boufflers, * 22. November 1726; ⚭ 25. Mai 1744[19] Louis Henri d’Aubigné, genannt le Marquis d’Aubigné, Comte d’Aubigné, Marquis de Villandry et de Savonnières, Sohn von Louis François d’Aubigné und Henriette Marguerite Le Breton des Villandry
          8. Vincent Dominique Régis de Boufflers, * 1730, X 27. Juni 1743 in der Schlacht bei Dettingen

        3. Philippe Aimé de Boufflers
        4. Jeanne de Boufflers, * 30. Dezember 1682, 1604 bezeugt,
        5. Marie de Boufflers, * um 1684, 1701 bezeugt als 17 Jahre alt, Kanonikerin in Estrun, 1723 Benediktinerin in der Abtei Saint-Michel de Dourlens
        6. Marie Renée de Boufflers, * 1697, † 17. April 1746, 1728 Äbtissin von Endecy; ⚭? Jacques Antoine, Seigneur de Warcy de Runes

      2. René de Boufflers, * 1659, 1695 Kommendatarprior des Château de l’Hermitage, 1721 Kanoniker in Tournai
      3. Marie de Boufflers, geistlich in der Congregation de Notre-Dame in Vernon
      4. Antoinette de Boufflers, Franziskanerin in Abbeville

    4. Hippolyte de Boufflers, † als Franziskanerin in Abbeville
    5. Hippolyte de Boufflers, Franziskanerin

  4. Hélène de Boufflers, geistlich in Grainvilliers